# 匙叶风铃草
匙叶风铃草（學名：Campanula cochleariifolia）是桔梗科风铃草属多年生草本植物，原产南欧比利牛斯山至巴尔干半岛。